# Live & Learn
«Live & Learn» (с англ. — «Живи и учись») — песня японо-американской хард-рок-группы Crush 40. Впервые она была выпущена 23 июня 2001 года в сборнике Sonic the Hedgehog 10th Anniversary в качестве скрытого трека, но полноценный дебют состоялся 22 августа 2001 году на альбоме Cuts Unleashed SA2 Vocal Collection в качестве главной темы видеоигры Sonic Adventure 2. Позже «Live & Learn» была выпущена на одноимённом альбоме группы 2003 года, а также в сборниках The Best of Crush 40: Super Sonic Songs и Driving Through Forever — The Ultimate Crush 40 Collection. Песня также появлялась в других видеоиграх, например, в нескольких играх серии Super Smash Bros. Ремикшированная версия появляется в Sonic Generations, а акустическая версия появляется на альбоме Rock 'n' Sonic the Hedgehog: Sessions!. На Spotify это самая популярная песня из саундтрека Sonic Adventure 2, а также из песен Crush 40.
Эта песня ознаменовала второй случай, когда Crush 40 создали основную тему для игры, связанной с Соником, первой была «Open Your Heart», главная тема из Sonic Adventure.
Песня обычно ассоциируется с Супер Соником и Супер Шэдоу, так как она играет, когда они принимают "супер форму" и сражаются с Финалхазардом в финале Sonic Adventure 2. Инструментальная версия была использована в Shadow the Hedgehog, когда Шэдоу превратился в Супер Шэдоу.
Это одна из, если не самая культовая песня из Crush 40. Трудно найти фаната Соника, который никогда не слышал об этой песне. Даже фанаты, не относящиеся к Сонику, тоже слышали эту песню. В нём есть запоминающиеся тексты песен (также связанные с персонажами и боссами в игре) и узнаваемая гитарная работа.

## История создания
О «Live & Learn» вокалист Crush 40 Джонни Джиоэли сказал: 
То, как это работает в процессе написания, довольно просто. Я получаю раскадровку, у меня есть оригинальные рисунки этих игр, и мне объясняют сцены, а затем Дзюн говорит мне: «Джонни, мы должны написать песню об этом чувстве в этой сцене».
Джиоэли дали идеи, инструменты и изображения об истории Sonic Adventure 2, и он ушел создавать тексты песен. Джиоэли также сказал: 
У Дзюна обычно были какие-то музыкальные идеи, и он присылал их мне, а потом я сходил с ума в лирическом и мелодическом плане. Это безумие привело к мощному „Live & Learn“ Sonic Adventure 2.
Далее он сказал:
Я не был уверен, что это [Live & Learn] было хорошо. Я всё время сомневался в этом. Я бы позвонил Дзюну и сказал: «Дзюн, это хорошо? Тебе это нравится?» 
«Live & Learn» — одна из любимых песен Джиоэли.
Дзюн Сэноуэ, гитарист Crush 40, сказал об этой песне: 
Прежде всего, я придумал только вступление и записал его в качестве заглавной музыки для пробного издания Sonic Adventure 2. Когда я работал в студии в Лос-Анджелесе, чтобы записать музыку некоторого уровня, я установил свою собственную установку в другой комнате студии, чтобы сделать там некоторые аранжировки. Полная структурная аранжировка «Live & Learn» вышла очень естественно и была сделана за один день. Я отправил свою демо-версию Джонни, и он вернул её мне со своим вокалом и текстами песен. Это было идеальное решение, но, к сожалению, я потерял ту первую вокальную демо-версию. «Live & Learn» был популярен намного больше, чем мы ожидали. Это фантастика, что некоторые из наших песен могут стать особыми песнями фанатов Sonic на всю жизнь.

## Версии
- Демо — Это прототип Live & Learn, который можно найти в SA2: Preview под названием «T1_MIN.ABS» — файл, которого нет в финальной игре, но которая просочилась в Интернет где-то в начале 00-х годов. Вокал отсутствует, вместо этого на протяжении всей песни играет флейта и другие эффекты, такие как меньшая реверберация, чем в финальной песне.[11]
- Альбомная версия — версия, которая появляется практически на каждом выпуске альбома. В нём есть вступительный звуковой рифф и пара дополнительных вокальных фрагментов «Yeah, yeah, yeah…» в конце.
- OST-версия — Эта версия в основном такая же, как и альбомная версия, за исключением того, что в ней опущен вступительный звук, а также дополнительные части «Yeah, yeah, yeah …». Эта версия, которая на самом деле используется в игре для финальной битвы с боссом.
- Инструментал — На титульном экране воспроизводится более короткая инструментальная версия песни, а на экранах опций используются инструментальные ремиксы. Другая инструментальная пьеса также используется во время превращения Соника и Шэдоу в суперформы (эта версия называется «EVENT # 11»). Эти версии озаглавлены «SA2 Ver. A, B и C». Ещё инструментал есть на альбомах Cuts Unleashed SA2 Vocal Collection и Sonic Adventure 2 Original Sound Track Vol. 2, а также присутствует в таких играх, как Shadow the Hedgehog и Sonic & All-Stars Racing Transformed.
- Укороченная версия — Она используется в японской версии Соник Икс во время боя с Биолизардом. Это было исключено из версии 4Kids из-за их способа озвучивания аниме.
- Супер Шэдоу — В игре Shadow the Hedgehog Шэдоу усиливается семью Изумрудами Хаоса, чтобы стать Супер-Шэдоу и сразиться с Devil Doom. Музыка, которая играет как прелюдия к его преображению, является главной темой этой игры «I Am… All of Me», но после его смены музыка переходит к ремиксу Live & Learn.
- Ремикс 2007 года — Эта версия представляет собой ремикс от Масахиро Фукухары, сделанный в августе 2007 года. Впервые появляется на сборнике True Blue: The Best of Sonic the Hedgehog.
- Ремикс 2011 года — Короткая версия песни, с перезаписанными инструментами, которая появляется в игре Sonic Generations.
- Live-версия — Концертная версия, записанная 23 июня 2021 года, когда Sega провела цифровой концерт в честь 30-летия франшизы Sonic, с Crush 40 в качестве одного из участников, наряду с Пражским филармоническим оркестром и группой Tomoya Ohtani.[12][13][14][15][16] Концертный альбом был выпущен на цифровых потоковых сервисах в сентябре того же года.[17]
- Акустическая версия — Версия, вышедшая на цифровом сборнике Rock 'n' Sonic The Hedgehog Sessions!. Песня получила более медленный, более непринужденный ритм, при этом акустические гитары заменяют электрогитары оригинальной песни.[18]

## Присутствие песни на релизах группы
- Crush 40 (2003)[19][20]
- The Best of Crush 40: Super Sonic Songs (2009)[21][22][23]
- LIVE! (2012)[24][25]
- Driving Through Forever — The Ultimate Crush 40 Collection (2019)[26]

## Присутствие песни на других релизах
- Sonic the Hedgehog 10th Anniversary (2001)[27]
- Cuts Unleashed: SA2 Vocal Collection (2001)[28]
- Multi-Dimensional Sonic Adventure 2 Original Sound Track (2001)[29]
- Sonic Adventure 2 Official Soundtrack (2002)[30]
- Sonic Adventure 2 Battle — Sampler (2002)[31]
- True Blue: The Best of Sonic the Hedgehog (2008)[32]
- Sonic Adventure 2 Original Soundtrack 20th Anniversary Edition[33]
- History of Sonic Music 20th Anniversary Edition (2011)[34]
- Blue Blur: Sonic Generations Original Soundtrack (2012)[35]
- Sonic Adventure 2 Original Sound Track vol. 1 (2014)[36]
- Sonic Adventure 2 Original Sound Track vol. 2 (2014)[37]
- Sega Sound Selection 2 (2015)[38]
- Sonic the Hedgehog 25th Anniversary Selection (2016)[39][40]
- SONIC ADVENTURE 2 OFFICIAL SOUNDTRACK VINYL EDITION (2017)[41][42][43]
- SONIC ADVENTURE & SONIC ADVENTURE 2 LIMITED EDITION BOX SET (2018)[44]
- Vol. 23: Sonic ♪ Super Smash Bros. Ultimate Expanded Soundtrack (2018)[45]
- Super Smash Bros. Anthology Vol. 24 — Sonic (2019)[46][47]
- Sonic the Hedgehog Non-Stop Music Selection Vol. 1 (2020)[48]
- Sonic 30th Anniversary Symphony (Live) (2021)[49]
- Rock 'n' Sonic The Hedgehog Sessions! (2022)[50]

## Присутствие песни во франшизе Sonic the Hedgehog
- Sonic Adventure 2 (2001)[51]
- Соник Икс (2003)[52]
- Shadow the Hedgehog (2005)[51]
- Super Smash Bros. Brawl (2008)[53]
- Sonic & Sega All-Stars Racing (2010)
- Sonic Generations (2011)[54]
- Sonic & All-Stars Racing Transformed (2012)
- Super Smash Bros. for Nintendo 3DS and Wii U (2014)
- Sonic Runners (2015)
- Super Smash Bros. Ultimate (2018)[55]
- Sonic at the Olympic Games (2020)
- Sonic Frontiers (2023)
- Соник 3 в кино (2024)

## Реакция
Screen Rant включили песню в свой список «10 лучших песен из игр Sonic the Hedgehog» и описали её как «пульсирующую». GameRant также включили её в свой список «Top Ten Sonic the Hedgehog Songs».
Фанаты попросили использовать эту песню для третьего живого фильма Sonic the Hedgehog.

## Наследие
«Live & Learn» показан в серии «Желание Марии, желание всех» аниме-сериала Соник Икс (только японская и французская версии). Он также играет в Sonic & Sega All-Stars Racing в Seaside Hill во вступлении.
Версии Sonic Generations для PC, PlayStation 3 и Xbox 360 включают полную версию в виде открываемой песни, которую можно воспроизводить поэтапно и бросать вызов действиям вместо музыки по умолчанию, а также сокращенную версию, которая воспроизводится в битве с соперником Shadow the Hedgehog, когда Соник усиливает свою специальную атаку против Шэдоу, собирая энергетические ядра. Вступительный рифф песни звучит, когда Супер Соники обрушивают свою последнюю атаку на Пожирателя времени, прежде чем перейти к ремиксу на тему Непобедимости из Sonic the Hedgehog 4: Episode I.
Он также показан в Super Smash Bros. Smash, Super Smash Bros. for Nintendo 3DS and Wii U, а также Super Smash Bros. Ultimate как одна из песен в Green Hill Zone и Windy Hill Zone. Песня была использована в клипе «Sonic Joins the Brawl» для продвижения дебюта Соника в Super Smash Bros. серии. Кроме того, в Super Smash Bros. Ultimate, песня представляет серию Sonic в плейлисте Main Themes и воспроизводится во время титров, когда Sonic побеждает в классическом режиме.

## Участники записи (Демо и инструментал)

### Crush 40
- Дзюн Сэноуэ — гитары, флейта, аранжировки, композитор, продюсер

### Дополнительные музыканты
- Такэси Танэда — бас-гитара
- Кацудзи Кирита — ударные

## Участники записи (Альбомная версия, OST-версия и ремикс 2007 года)

### Crush 40
- Джонни Джиоэли — вокал
- Дзюн Сэноуэ — гитары, аранжировки, композитор, продюсер

### Дополнительные музыканты
- Такэси Танэда — бас-гитара
- Кацудзи Кирита — ударные

## Участники записи (Ремикс 2011 года)

### Crush 40
- Джонни Джиоэли — вокал
- Дзюн Сэноуэ — гитары, программирование, аранжировки, композитор, продюсер

### Дополнительные музыканты
- Такэси Танэда — бас-гитара
- Кацудзи Кирита — ударные

## Участники записи (Live-версия)

### Crush 40
- Джонни Джиоэли — вокал
- Дзюн Сэноуэ — гитары, аранжировки, композитор, продюсер

### Дополнительные музыканты
- Такэси Танэда — бас-гитара
- Акт. — ударные

## Участники записи (Акустическая версия)

### Crush 40
- Джонни Джиоэли — вокал
- Дзюн Сэноуэ — акустические гитары, аранжировки, композитор, продюсер

### Дополнительные музыканты
- Такэси Танэда — бас-гитара
- Акт. — ударные
- Кацухико Накамичи — клавишные

## Связь с игрой
- Строчка «Can you feel life, movin' through your mind?» — Соник и Шэдоу сражаются, чтобы спасти все жизни на Земле.
- Строчка «Ooh, looks like it came back for more!» — Биолизард выходит на второй раунд после поражения от Шэдоу.
- Строчка «Can you feel time, slippin' down your spine?» — У Соника и Шэдоу есть ограниченное время, чтобы предотвратить падение колонии АРК.
- Строчка «Oooh, you try and try to ignore!» — Шэдоу всё равно, даже несмотря на то, что Земля вот-вот будет уничтожена колонией АРК.
- Строчка «Hanging on the edge of tomorrow ~ From the works of yesterday» — Соник и Шэдоу должны спасти мир от творений профессора Джеральда Роботника.
- Строчка «If you beg or if you borrow» — Эми (умоляет) Шэдоу помочь Сонику научиться у него управлять хаос контролем.
- Строчка «Can you feel life tangle you up inside» — Шэдоу постоянно сталкивается с противоречиями в своих действиях: спасение Руж, героическая натура Соника и навыки соперника или мольбы Эми.
- Строчка «Now you’re face down on the floor!» — Шэдоу или Соник бьют друг друга.
- Строчка «But you can’t save your sorrow» — Соник и Шэдоу разбираются с «печалью» Джеральда или печалью Шэдоу из-за того, что случилось с Марией в прошлом.
- Строчка «You’ve paid in trade!» — Соник учится управлять хаос контролю в своих боях с Шэдоу.
- Строчка «There’s a place where you dream you’d never find» — Мария хочет отправиться на Землю, но её убивают прежде, чем она успевает это сделать.
- Строчка «Live and learn!» — Соник живёт своей жизнью, руководствуясь собственными чувствами, и Шэдоу постигает цель, ради которой он был создан для человечества.

## Факты
- Эта песня и «Escape from the City» — любимые песни Дзюна.
- Инструментал песни можно услышать и с текстом в клипе Sonic на празднование 20-летия.
- Эта песня — одна из самых известных песен Crush 40.
- «Live & Learn» можно услышать в некоторых частях песни «Supporting Me».
- Эта песня отсчитывает время до принудительной смерти, независимо от того, сколько колец осталось у игрока.
- В Sonic Runners инструментальная версия воспроизводится во время события Sonic Adventure 2.
- Это одна из самых известных песен для видеоигр и, возможно, самая известная песня Crush 40 после «Open Your Heart» из Sonic Adventure.
- Темп песни — 172 ударов в минуту.